# Operazione Strade sicure

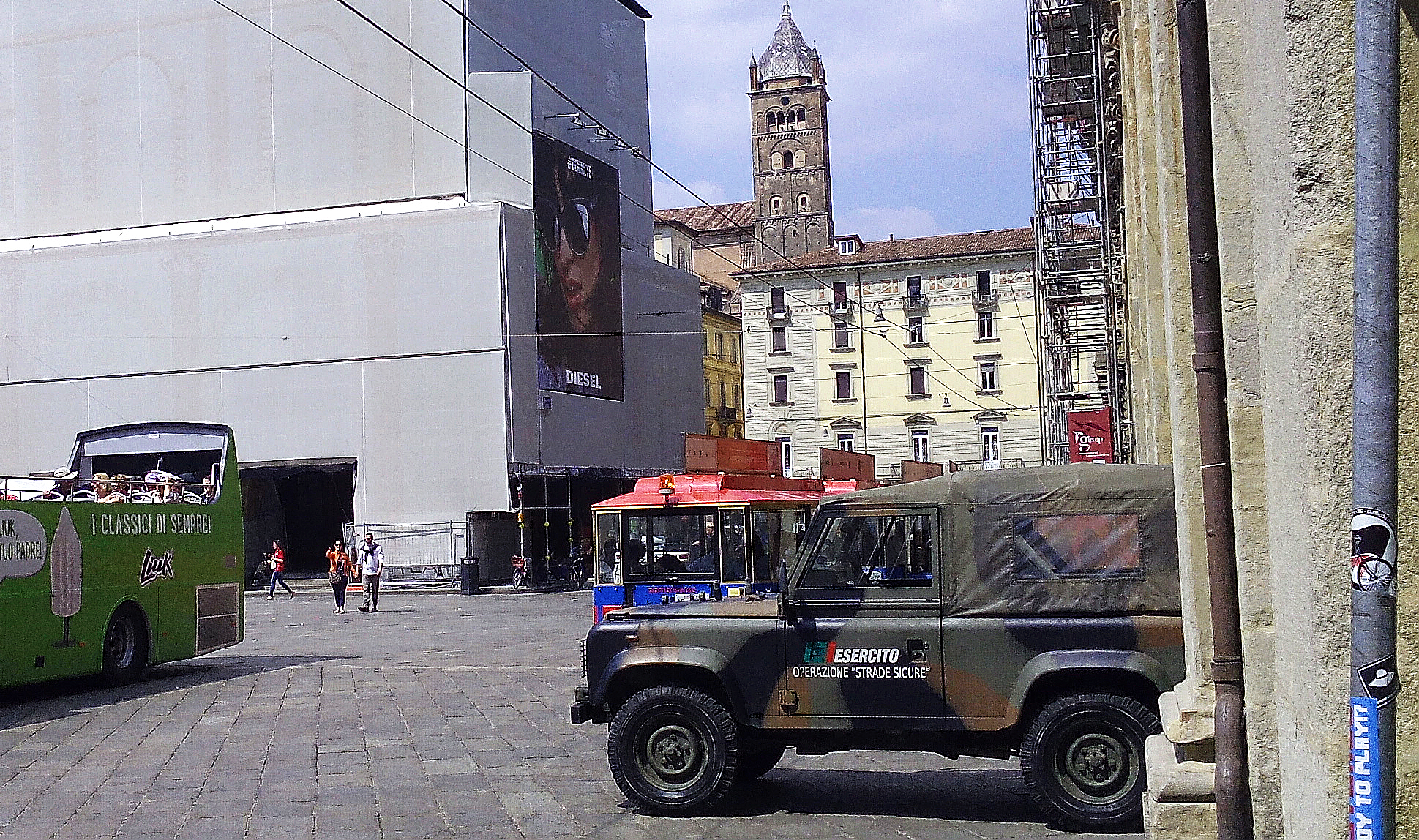
Un mezzo dell'operazione Strade Sicure a Bologna in piazza Maggiore, maggio 2015

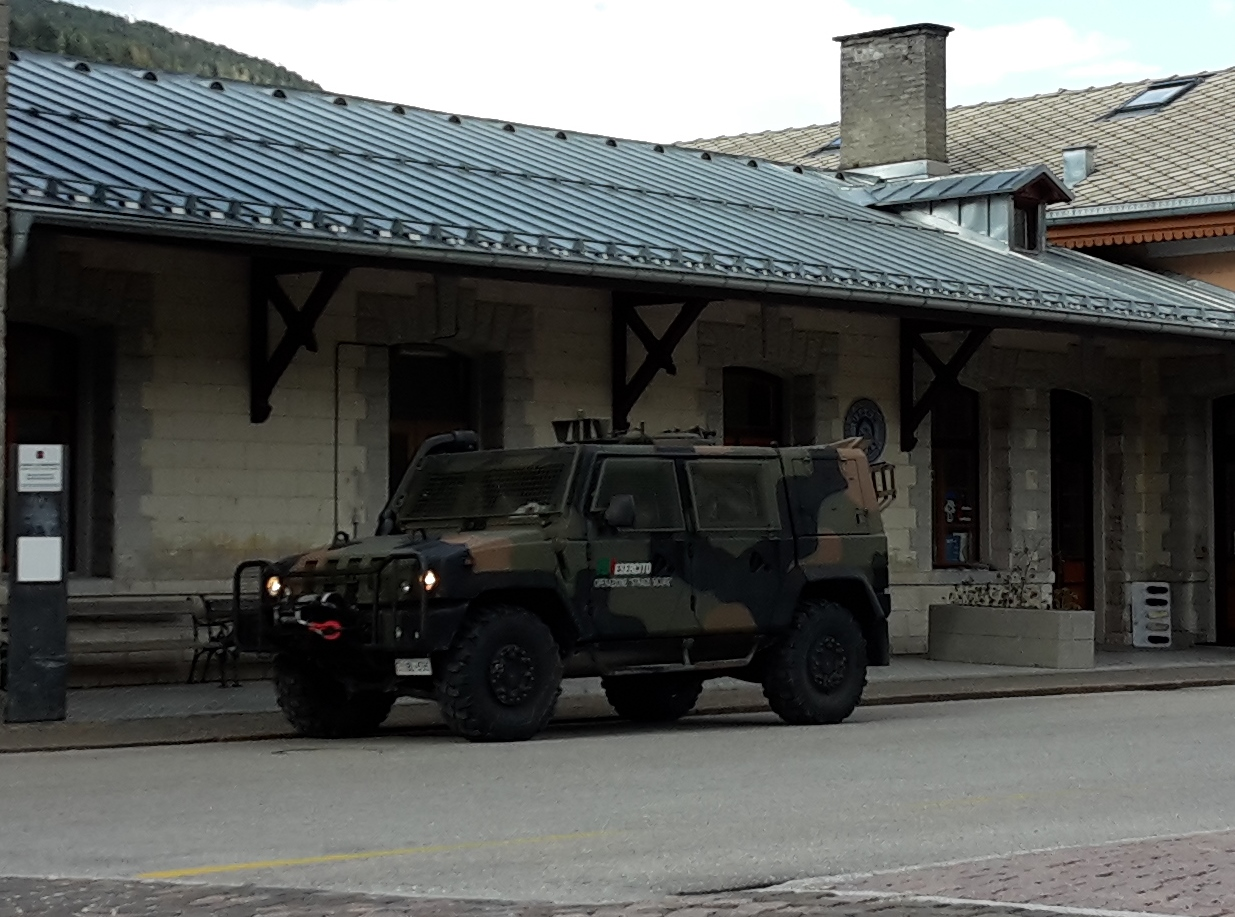
Un veicolo Iveco LMV presso la stazione di Dobbiaco (Alto Adige)

L'operazione Strade sicure è un'operazione di sostegno alla pubblica sicurezza avviata in Italia nel 2008 dal governo Berlusconi IV e prorogata più volte nel corso degli anni, consistente nell'utilizzo del personale delle forze armate italiane nel contrasto alla criminalità.
Nell'operazione risultano attualmente circa 7 000 militari dell’Esercito Italiano.

## Storia
Venne stabilita con il decreto legge 23 maggio 2008, n. 92 - successivamente convertito in legge 24 luglio 2008, n. 125. Le prime attività iniziarono il 4 agosto dello stesso anno. Dal 7 febbraio 2011, per effetto della legge n. 220 del 13 dicembre 2010 (legge di stabilità 2011), è stata posta sotto sorveglianza anche l'autostrada Salerno-Reggio Calabria. È stata prorogata diverse volte con decreto legge n. 78 del 1º luglio 2009, fino al 31 dicembre 2013 (legge n. 135 del 7 agosto 2012) ed anche per tutto l'anno 2014. L'operazione è stata poi prorogata fino al 30 giugno 2015, con un aumento degli organici dell'esercito impiegati - da 3.000 a 4.500 unità - e di 600 per Expo 2015, e successivamente fino al 31 dicembre dello stesso anno e poi ulteriormente prorogata per gli anni successivi.

## Attività
Il decreto legge del 2008 consente al prefetti di chiedere l'intervento il personale delle forze armate italiane in alcune province per la tutela dell'ordine pubblico, contrasto alla microcriminalità ed alla vigilanza a siti e obiettivi ritenuti sensibili, attribuendo a tale personale la qualifica di agente di pubblica sicurezza con l'estensione delle facoltà di cui all'art. 4 della legge 22 maggio 1975, n. 152 (legge Reale), nonché di perlustrazione e di pattuglia in concorso e congiuntamente alle forze di polizia al fine di incrementare la deterrenza nei confronti della microcriminalità, e per servizi di vigilanza a siti e obiettivi "sensibili", nonché di effettuare operazioni di controllo del territorio in aree metropolitane o comunque densamente popolate. La pianificazione e il coordinamento dell'operazione è stata affidata al Comando operativo di vertice interforze (COI).
L'attività include il pattugliamento di strade e/o presidio di obiettivi sensibili, (come centri di prima accoglienza, centri di identificazione ed espulsione), e si svolge in trentotto città: Roma, Milano, Firenze, Napoli, Vercelli, Verona, Torino, Chiomonte, Bologna, Treviso, Caserta, L'Aquila, Catania, Vittoria, Palermo, Messina, Gela, Reggio Calabria, Modena, Gorizia, Crotone, Lamezia Terme, Catanzaro, Foggia, Bari, Brindisi, Trapani, Caltanissetta, Bergamo, Pisa, Pordenone, Monza, Brescia, Parma, Prato, Venezia, Mestre, Padova, Agrigento, Ancona, Pescara, Rimini, Salerno, Genova, Vicenza e in altre città d'Italia.
Ai soldati dell’Esercito Italiano impegnati nell’operazione si è attribuita la qualifica di "agente di pubblica sicurezza", escludendo le funzioni di "agente di polizia giudiziaria". Essi possono inoltre identificare e perquisire persone o mezzi di trasporto ed effettuare posti di controllo o di blocco congiunti e non. Sono state inoltre introdotte alcune misure per il contrasto alla prostituzione in Italia conferendo appositi poteri sanzionatori ai sindaci.

## Dati statistici
Il personale impiegato agli esordi apparteneva all'esercito italiano (inizialmente 2700), alla Marina (inizialmente 220), all'Aeronautica (inizialmente 80) per un massimo 3.000 unità, di cui 2.700 dell'Esercito Italiano, aumentati di 1.250 unità in seguito alla proroga del 2009, che ha anche aumentato il numero di città in cui dispiegare tale personale.

## Forze utilizzate
Esercito:
- 1º Reggimento bersaglieri
- 1º Reggimento "Granatieri di Sardegna"
- Reggimento "Nizza Cavalleria" (1°)
- 1º Reggimento trasmissioni
- 2º Reggimento Alpini
- 2º Reggimento trasmissioni
- 2º Reggimento "Piemonte Cavalleria"
- 2º Reggimento artiglieria terrestre (pesante campale alpina) "Vicenza"
- 2º Reggimento Genio Guastatori alpini
- 2º Reggimento genio pontieri
- 3º Reggimento genio guastatori
- 3º Reggimento artiglieria terrestre (montagna)
- 3º Reggimento "Savoia Cavalleria"
- 3º Reggimento Alpini
- 4º Reggimento Alpini Paracadutisti
- 4º Reggimento artiglieria contraerei "Peschiera"
- 4º Reggimento genio guastatori
- 5º Reggimento a.ter (lrz) "Superga"
- 5º Reggimento alpini
- 5º Reggimento fanteria "Aosta"
- Reggimento "Lancieri di Novara" (5º)
- Reggimento "Lancieri di Aosta"(6°)
- 7º Reggimento alpini
- 7º Reggimento Difesa NBC "Cremona"
- 8º Reggimento Alpini
- 8º Reggimento bersaglieri
- 8º Reggimento "Lancieri di Montebello"
- 8º Reggimento artiglieria terrestre "Pasubio"
- 8º Reggimento genio guastatori paracadutisti "Folgore"
- 9º Reggimento alpini
- 9º Reggimento Fanteria "Bari"
- 10º Reggimento genio guastatori
- 10º Reparto di Sanità "Napoli"
- 10º Reggimento di manovra
- 11 Reggimento Trasmissioni
- Reggimento Cavalleggeri Guide (19°)
- 21º Battaglione genio pionieri "Timavo"
- 24 Reggimento artiglieria terrestre semovente "Peloritani"[13]
- 32º Reggimento genio guastatori alpini
- 33º Reggimento artiglieria terrestre (semovente) "Acqui"
- 52 Reggimento Artiglieria terrestre" Torino"
- 62º Reggimento fanteria "Sicilia"
- 66º Reggimento fanteria aeromobile "Trieste"
- 121º Reggimento artiglieria contraerei "Ravenna"
- 131º Reggimento carri
- 132º Reggimento carri
- 151º Reggimento fanteria "Sassari"
- 152º Reggimento fanteria "Sassari"
- 183º Reggimento paracadutisti "Nembo"
- 185º Reggimento Artiglieria Paracadutisti “Folgore”
- 186º Reggimento paracadutisti "Folgore"
- 187º Reggimento paracadutisti "Folgore"
- Reggimento lagunari "Serenissima"
- Reggimento artiglieria a cavallo "Voloire"
- Reggimento Genio Ferrovieri
- Reggimento logistico "Julia"

- Reggimento logistico “taurinense”

Aeronautica Militare: per vigilare il centro accoglienza a Lampedusa con 65 uomini:
- 65 militari provenienti dal Supporto operativo difesa terrestre (SODT).

Marina Militare
- Reggimento "San Marco"[14]

## Veicoli impiegati
- Iveco VM90 Torpedo
- Iveco VTLM Lince
- Land Rover Defender
- Jeep Wrangler
- Jeep Renegade

## Divisa e Armamento
I militari impiegati nell' "Operazione Strade Sicure" sono equipaggiati con l’uniforme da combattimento e il copricapo di specialità, con aggiunta del giubbotto antiproiettile o combat jacket e della maschera antigas. I militari impiegati sono armati con Sfollagente, Beretta ARX 160, Beretta AR 70/90, Beretta PB 92 FS.
A partire da giugno 2025, verrà consegnato un primo lotto da 13.500 polo e cappellini destinati ai militari impegnati nell’operazione “Strade Sicure”. Altre 45 mila unità dello stesso corredo saranno consegnate circa nell’estate 2026. In totale verranno consegnati quasi 60 mila nuovi capi.

## Costo
La Corte dei Conti, nella sua Deliberazione n. 4/2013/G, ha dato un giudizio positivo sull'operazione, nel suo complesso, non riscontrando lacune o anomalie nella gestione dei fondi stanziati per tali attività.
Le perplessità sollevate riguardano uno scostamento tra le previsioni di spesa del Ministero dell'Economia e delle Finanze e i costi effettivamente sostenuti dal Ministero della Difesa, il disallineamento tra il trattamento economico riservato agli operatori dell'Esercito e quello degli agenti di Polizia e Carabinieri, nonché l'impiego dei soldati nelle attività di perlustrazione e pattuglia: i togati, infatti, ritengono sia più efficace il loro utilizzo in servizi di vigilanza a siti e obiettivi sensibili.
Sul fronte economico, dal 2008 al 2013 sono stati spesi 383,6 milioni di euro, di cui 358,30 milioni per la mobilitazione dell'Esercito e 25,30 per le forze di polizia. Nel 2016, l'Operazione Strade Sicure ha richiesto 83 milioni di euro (la cifra include anche il finanziamento dell'Operazione Terra dei Fuochi

## Critiche
L'operazione è stata criticata da più parti in quanto il ricorso alle forze armate sarebbe stato dettato da un'operazione di tipo ideologico a fini di propaganda politica del governo Berlusconi IV; peraltro il decreto del 2008 introduceva una serie di disposizioni in tema di diritto penale, come ad esempio il reato di immigrazione clandestina.
Secondo la CGIL la proroga dell'operazione sarebbe una mera scelta di propaganda politica, per nascondere i problemi circa la mancanza di fondi e di organici delle forze di polizia italiane, come rimarcato in un dossier diffuso nell'agosto del 2014 dallo stesso sindacato, realizzato insieme al SILP.